# Ilex valenzuelana
Ilex valenzuelana är en järneksväxtart som beskrevs av Brother Alain. Ilex valenzuelana ingår i släktet järnekar, och familjen järneksväxter. Inga underarter finns listade i Catalogue of Life.